# Кровь и бетон
«Кровь и бето́н» (англ. Blood & Concrete: A Love Story) — кинофильм в жанре криминальной комедии 1991 года, снятый режиссёром Джеффри Рейнером.

## Сюжет
Однажды автомобильный вор и панк-рокер Джой Теркс, пытаясь украсть телевизор у наркоторговца Морта, оказался пойманным последним с поличным. Теркс попытался сбежать и уронил телевизор, после чего разгневанный Морт ударил Джоя ножом и прогнал его, сопроводив ставшим классикой набором ругательств. Истекающий кровью Джой добрался до кладбища, где собралась покончить жизнь самоубийством красавица Мона, неудачливая певица. Увидев истекающего кровью парня, Мона передумала убивать себя и забрала Джоя к себе домой. Там между молодыми людьми появилась симпатия. А тем временем кто-то убил Морта и, так как Джой был последним, кто с ним контактировал, полиция подозревала его. Да и те, кто убил Морта, тоже не настроены были дать Джою жить спокойно. Но на помощь пришла настоящая любовь в лице Моны.

## В ролях
| Актёр           | Роль        |
| --------------- | ----------- |
| Билли Зейн      | Джой Теркс  |
| Дженнифер Билз  | Мона        |
| Даррен МакГэвин | Хэнк Дик    |
| Джеймс Легро    | Лэнс        |
| Марк Пеллегрино | Барт        |
| Николас Уорт    | Спонтс      |
| Билли Бастиани  | Морт        |
| Гарри Ширер     | Сэмми Родос |

## Критика
Марк Савлов оценил фильм на 3 звезды из 5. По его мнению, фильм справляется с задачей взгляда на изнанку жизни в Лос-Анджелесе, несмотря на сюжетные дыры.

## Культурное влияние
Один из начальных эпизодов фильма (в авторской озвучке Андрея Гаврилова), в котором Морт в порыве гнева разразился бранной тирадой в адрес Джоя Теркса, стал популярным в рунете мемом:

авторский перевод Андрея Гаврилова:

«Ублюдок, мать твою, а ну, иди сюда, говно собачье, а? Сдуру решил ко мне лезть, ты? Засранец вонючий, мать твою, а? Ну, иди сюда, попробуй меня трахнуть — я тебя сам трахну, ублюдок, онанист чёртов, будь ты проклят! Иди, идиот, трахать тебя и всю твою семью! Говно собачье, жлоб вонючий, дерьмо, сука, падла! Иди сюда, мерзавец, негодяй, гад! Иди сюда, ты, говно, жопа!»
Оригинальный текст (англ.)“You motherfucker, come on, you little ass… fuck with me, eh?! You fucking little asshole, dickhead, cocksucker… You fuckin’ — come on, come fuck with me! I’ll get your ass, you jerk! Oh, you fuckhead, motherfucker! Fuck all you and your family! Come on, you cocksucker, slime bucket, shitface, turdball! Come on, you scum sucker, you fucking with me?! Come on, you asshole!”

Мем в основном используется, как реакция на подлый поступок человека, тупость или плагиат, а также другие виды воровства.